# Кубок Латвийской ССР по футболу 1989
Кубок Латвийской ССР по футболу 1989 — розыгрыш Кубка Латвийской ССР.

## 1/32 финала
| Хозяева                     | Счёт           | Гости                    |
| --------------------------- | -------------- | ------------------------ |
| Латвбиофарм (Олайне)        | 3:0            | Радиотехник (Рига)       |
| Сельмаш (Елгава)            | 7:4            | Автоэлектроприбор (Рига) |
| Адитайс-2 (Огре)            | 1:7            | РЭЗ (Рига)               |
| Бривайс вилнис (Салацгрива) | 1:4            | 9 Мая (Рижский район)    |
| Локомотив (Даугавпилс)      | 2:0            | Целтниекс (Куправа)      |
| Дубна (Прейли)              | 3:1            | Варпа (Балви)            |
| Сельмаш (Рига)              | 3:2            | Кристалл (Ливаны)        |
| Старт (Броцены)             | 2:2 (7:5 пен.) | РОЗТО (Рига)             |
| Дорожник (Смилтене)         | 1:3            | РЭМЗ (Рига)              |
| Гробиня (Лиепайский район)  | −:+            | Мотор (Рига)             |
| Коммутатор (Рига)           | 1:5            | Пардаугава (Рига)        |
| Сарканайс квадратс (Рига)   | 5:0            | Фарфорист (Рига)         |
| Звезда (Даугавпилс)         | 4:1            | Нива (Даугавпилс)        |
| ДЮСШ (Даугавпилс)           | 2:1            | Даугава (Лудза)          |

## 1/16 финала
| Хозяева                      | Счёт           | Гости                  |
| ---------------------------- | -------------- | ---------------------- |
| РАФ (Елгава)                 | +:−            | Локомотив (Даугавпилс) |
| Сарканайс квадратс (Рига)    | 2:0            | Адитайс (Огре)         |
| РЭМЗ (Рига)                  | 1:0            | Светотехника (Рига)    |
| Бетон (Вангажи)              | 2:0            | Мотор (Рига)           |
| Торпедо (Рига)               | 1:0            | Дубна (Прейли)         |
| Дизелист (Рига)              | 2:1            | РЭЗ (Рига)             |
| Юрниекс (Рига)               | 2:1            | Латвбиофарм (Олайне)   |
| Целтниекс (Рига)             | 2:1            | Сельмаш (Елгава)       |
| Строитель (Даугавпилс)       | 5:0            | Звезда (Даугавпилс)    |
| Торпедо (Резекне)            | 4:2            | ДЮСШ (Даугавпилс)      |
| Пардаугава (Рига)            | 1:0            | Варпа (Илуксте)        |
| ВЭФ (Рига)                   | 2:0            | Сельмаш (Рига)         |
| Сарканайс металургс (Лиепая) | 2:2 (6:5 пен.) | Старт (Броцены)        |
| Автобусный парк (Лиепая)     | 2:0            | Вента (Вентспилс)      |
| Ригас аудумс (Рига)          | 2:1            | 9 Мая (Рижский район)  |
| Гауя (Валмиера)              | 3:1            | Дорожник (Лимбажи)     |

## 1/8 финала
| Хозяева                   | Счёт           | Гости                        |
| ------------------------- | -------------- | ---------------------------- |
| Сарканайс квадратс (Рига) | 1:0            | РАФ (Елгава)                 |
| Бетон (Вангажи)           | 4:2            | РЭМЗ (Рига)                  |
| Торпедо (Рига)            | 4:2            | Дизелист (Рига)              |
| Юрниекс (Рига)            | 3:3 (8:7 пен.) | Целтниекс (Рига)             |
| Строитель (Даугавпилс)    | 2:0            | Торпедо (Резекне)            |
| ВЭФ (Рига)                | 0:0 (5:4 пен.) | Пардаугава (Рига)            |
| Автобусный парк (Лиепая)  | 3:2            | Сарканайс металургс (Лиепая) |
| Гауя (Валмиера)           | 2:0            | Ригас аудумс (Рига)          |

## 1/4 финала
| Хозяева                   | Счёт           | Гости                    |
| ------------------------- | -------------- | ------------------------ |
| Сарканайс квадратс (Рига) | 5:2            | Бетон (Вангажи)          |
| Торпедо (Рига)            | 5:2            | Юрниекс (Рига)           |
| Строитель (Даугавпилс)    | 2:2 (6:5 пен.) | ВЭФ (Рига)               |
| Гауя (Валмиера)           | 2:0            | Автобусный парк (Лиепая) |

## 1/2 финала
| Хозяева                | Счёт           | Гости                     |
| ---------------------- | -------------- | ------------------------- |
| Торпедо (Рига)         | 0:0 (3:2 пен.) | Сарканайс квадратс (Рига) |
| Строитель (Даугавпилс) | 4:0            | Гауя (Валмиера)           |

## Финал
| Дата | Хозяева        | Счёт | Гости                  |
| ---- | -------------- | ---- | ---------------------- |
|      | Торпедо (Рига) | 1:0  | Строитель (Даугавпилс) |